# Gryżewo
Gryżewo (Duits: Grieswalde) is een dorp in de poolse woiwodschap Ermland-Mazurië, in het district Powiat Goldapski. De plaats maakt deel uit van de landgemeente Banie mazurskie en ligt 6 kilometer ten noorden van banie Mazurskie, 17 kilometer ten westen van Goldap en 117 kilometer ten noordoosten van Olsztyn. Voor 1945 lag het in Duitsland. Gryżewo heeft 80 inwoners.